# Fellegara
Fellegara (Felghêra in dialetto reggiano) è una  frazione di Scandiano, in provincia di Reggio Emilia.

## Geografia
Fellegara è situata sulla sponda sinistra del torrente Tresinaro, a 1,5 km a nord dal centro di Scandiano.

## Storia
Si parla di Fellegara Vecchia nel 1185, quando fu aperto dal comune di Reggio Emilia un canale per portare l'acqua del Secchia in città. Negli stessi anni fu costruita la fortezza di difesa che diverrà poi castello di Fellegara e sarà usato come avamposto della Rocca di Scandiano dei Boiardo e successivamente come residenza estiva dai Conti Rangoni e poi per il matrimonio della Contessa Bianca con Vittorino Palazzi Trivelli, fondatore e primo presidente del RACI (Real Automobil Ckub d’Italia e della Reggiana Calcio) divenne dei Conti Palazzi Trivelli che sono ancora gli attuali proprietari, nello stesso periodo fu probabilmente costruito anche il mulino di Fellegara Vecchia.
Circa nel 1315, il torrente Tresinaro (che attraversava Fellegara e si andava ad impaludare a Sabbione, Roncadella, Masone) fu deviato, per mandarlo a sfociare nel Secchia. 
Intorno alla seconda metà del XV secolo, il duca Borso d'Este, onde evitare le continue rotture del canale sospeso che permetteva il passaggio delle acque del Secchia sopra a quelle del Tresinaro, fece costruire una sorta di botte coperta, la cosiddetta "botte del canale di Secchia". Tale botte è un manufatto di pietra cotta in forma di semicerchio schiacciato, con raggio di due metri e lunghezza di 250 metri, giace sotto il letto del torrente a poca distanza dal paese. Giovanni Andrea Banzoli la definisce "Botte maravigliosa".
La notte del 3 gennaio 1945 i fascisti della Brigata Nera di Reggio Emilia fucilarono sul ponte di Fellegara quattro partigiani.

## Monumenti e luoghi d'interesse
- Chiesa di San Savino Vescovo
- Chiesa della Madonna della Neve